# Jingle Bells
Jingle Bells è una delle canzoni natalizie più conosciute e cantate al mondo; è stata scritta da James Lord Pierpont e pubblicata nell'autunno 1857 con il titolo One Horse Open Sleigh. Nonostante sia associata con il Natale e il periodo natalizio, in origine la canzone era stata scritta per essere cantata durante il Giorno del ringraziamento. Nel corso degli anni, Jingle Bells è stata cantata e registrata da numerosi artisti, tra cui Louis Armstrong, Frank Sinatra, Luciano Pavarotti e Nini Rosso, ma molti altri cantanti e gruppi musicali hanno creato numerose versioni alternative della canzone.

## Composizione

Spartito musicale del ritornello

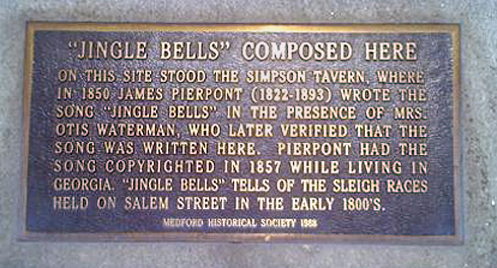
Targa commemorativa in High Street 19

Il giorno e il luogo in cui James Pierpont compose la canzone che un giorno sarebbe diventata Jingle Bells non sono conosciuti. Tuttavia, il testo di una targa affissa su un edificio a Medford (Massachusetts) commemora il luogo di nascita di Jingle Bells, affermando che, nel 1850, Pierpont scrisse la canzone in quel locale. Secondo la Medford Historical Society (società storica di Medford), l'autore sarebbe stato ispirato, per la composizione del testo, dalle popolari corse delle slitte che si svolgevano nella città durante il XIX secolo.
Il 16 settembre 1857 la canzone ottenne i diritti d'autore e venne intitolata One Horse Open Sleigh. Nel 1859 venne ripubblicata con il titolo Jingle Bells, or the One Horse Open Sleigh: da quel momento, la canzone è entrata nel pubblico dominio.

### Versioni in inglese e in italiano
in a one-horse open sleigh,

over the fields we go,

laughing all the way.

Bells on bob tail ring,

making spirits bright

What fun it is to ride and sing

a sleighing song tonight.

Jingle bells, jingle bells,

jingle all the way.

O, what fun it is to ride

in a one-horse open sleigh.

Jingle bells, jingle bells,

jingle all the way.

O, what fun it is to ride

in a one-horse open sleigh.

A day or two ago

I thought I'd take a ride,

and soon Miss Fannie Bright

was seated by my side.

The horse was lean and lank,

misfortune seemed his lot,

he got into a drifted bank

and we, we got upsot.

Jingle bells, jingle bells,

jingle all the way.

O, what fun it is to ride

in a one-horse open sleigh.

Jingle bells, jingle bells,

jingle all the way.

O, what fun it is to ride

in a one-horse open sleigh.

Now the ground is white,

go it while you're young,

Take the girls tonight

and sing this sleighing song.

Just get a bobtailed bay,

two-forty for his speed,

Then hitch him to an open sleigh,

and crack! You'll take the lead.

Jingle bells, jingle bells,
 
jingle all the way.

O, what fun it is to ride

in a one-horse open sleigh.

Jingle bells, jingle bells,

jingle all the way.

O, what fun it is to ride

in a one-horse open sleigh.»
oh che bello andar

bello andare col cavallo

sulla neve bianca.

Jingle bells jingle bells

oh che bello andar

scivolando con la slitta

nel silenzio andiam.

Nella notte santa

s’ode da lontano

l’eco di campane

din don din don dan.

Canteremo insieme

al suon dei campanelli

augurando a tutti

un lieto e buon Natal.

Jingle bells jingle bells

oh che bello andar

con le briglie fra le mani

tra gli abeti bianchi.

Jingle bells jingle bells

oh che bello andar

sa il cavallo dove andare

lungo il suo sentier.

La chiesa di laggiù

annuncia che Gesù

è nato già per noi,

è festa in tutti i cuor.

Nell’aria din don dan

ascoltiamo da lontan

e sulla slitta andiam

ripetendo din don dan.

Jingle bells jingle bells

oh che bello andar

bello andare col cavallo

sulla neve bianca.

Jingle bells jingle bells

oh che bello andar

scivolando con la slitta

nel silenzio andiam.»
(Versioni in lingua inglese e in lingua italiana di Jingle Bells)

### Ulteriore versione italiana
Din don dan!

Din don din don dan!

Suona allegro il campanil,

è Natale in ogni cuore.

Din don dan!

Din don dan!

Che felicità!

Oggi è nato il Buon Gesù

tra la neve che vien giù.

La renna al Polo Nord,

scampanellando va,

le strenne porterà,

a tutti i bimbi buoni,

e dalle Alpi al mar,

i bimbi di quaggiù,

aspettano quei doni

che regala il buon Gesù.

Din don dan!

Din don dan!

Din don din don dan!

Il Natale cambierà

tutti buoni renderà.

Din don dan!

Din don dan!

Che felicità!

Oggi è nato il Buon Gesù

tra la neve che vien giù.

Vien la neve giù,

la slitta è pronta già,

sui campi noi andiam,

al trotto del caval.

Si sente tintinnar,

nella notte blu,

che gioia è correr e cantar

in slitta una canzon.»
(Versione in lingua italiana di Jingle Bells)